# Cotoneaster rechingeri
Cotoneaster rechingeri är en rosväxtart som beskrevs av Klotz. Cotoneaster rechingeri ingår i släktet oxbär, och familjen rosväxter. Inga underarter finns listade i Catalogue of Life.